# 友鶴事件

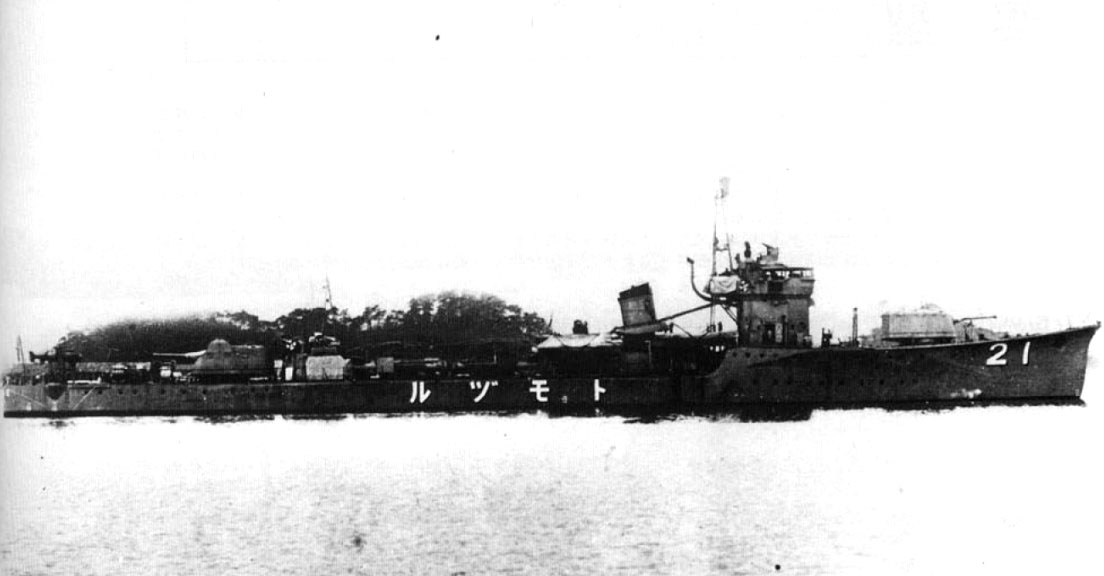
竣工時的魚雷艇「友鶴號」

友鶴事件（日语：／ Tomozuru-jiken */?），發生於1934年（昭和9年）3月12日，大日本帝國海軍在佐世保港外進行演習時發生了千鳥型魚雷艇3號艦友鶴號翻覆的事故。本次事件與次年發生的第四艦隊事件對日本海軍帶來極大震撼，並從此改變軍艦設計思維。

## 背景
日本在1930年簽訂了倫敦海軍條約，條約不僅針對主力艦（戰列艦、航空母艦、巡洋艦）、驅逐艦和補助艦艇的噸位和武裝也都有嚴格限制，不過基準排水量在600噸以下的艦艇並不在限制範圍。為追求戰力和迴避條約限制，日本海軍以魚雷艇的名目，建造了可以算是小型驅逐艦的千鳥型魚雷艇。
千鳥型新造時基準排水量僅535噸，全寬7.4公尺，吃水2.5公尺，但卻搭載了和驅逐艦相同的12.7公分連裝和單裝砲各1座，以及4門魚雷發射管，武裝佔重量的22.7%，這樣過重的武裝導致艦體重心太高、復原性差，然而當時並沒有重視這個問題。

## 經過
友鶴號是千鳥型的3號艦，1934年（昭和9年）2月24日於舞鶴海軍工廠完工，完工後即加入佐世保警備戰隊第二十一魚雷隊，加入後不久從3月6日起第二十一魚雷隊展開了連續6日的訓練，最後一項訓練是在3月12日凌晨，該隊將進行以旗艦龍田號輕巡洋艦為假想敵的夜間攻擊訓練，但此時因風浪太大，演習宣告中止，全隊返回佐世保。在返航途中，友鶴號遭到了風浪衝擊，船身大幅傾斜，加以自身復原力不足，結果翻覆。
龍田號發現友鶴號失蹤後展開搜索，但直到當日下午才發現翻覆的友鶴號，並用纜索將其拖回佐世保，進塢後排水進行船底切開以拯救生還者，最終救出13人，但仍有72人死亡，28人失蹤。

## 檢討
事後海軍展開了調查，最後研判：演習當時雖然海况惡劣，且事故地點之地形、水深、風向關係形成對小型艦艇有極大威脅的三角波，但造成翻覆的最主要原因還是在於艦艇本身的復原性不足。一般魚雷艇的設計在90－110度傾斜时還能夠扶正，但友鶴號在傾斜約40度後即告翻覆。可以說是過度的武裝、不夠成熟的設計最終導致了事故的發生。

## 影響
千鳥型魚雷艇的設計完全突顯了日本海軍在條約時期的造艦思維，在受到條約限制的船體大小上儘可能的追求提升戰力，此一時期的新造艦艇都存在著這樣的問題。
因此在事件發生後，海軍不僅針對千鳥型魚雷艇的設計進行了檢討，也一併對有同樣疑慮的吹雪型驅逐艦和初春型驅逐艦做出了因應，將上層結構縮小、撤除武裝、復原性提昇及重心降低等等對策，重新設計進行改裝。並要求未來在艦艇設計上要能達到戰鬥艦、航空母艦60度，巡洋艦90度，驅逐艦魚雷艇90－110度以上的復原能力。

## 後續
千鳥型魚雷艇改裝後基準排水量增加為772噸，原本砲塔式的12.7公分主砲也改為砲盾式，4門魚雷發射管減為2門。而友鶴號進行了修復改裝後繼續服役，在1945年3月24日遭遇第58特遣艦隊艦載機空襲沉沒。
友鶴事件殉難者的慰靈碑，位在長崎縣佐世保市的東山海軍墓地·東公園。

## 相关
- 藤本喜久雄
- 平贺让
- 第四艦隊事件